# 無意根山
無意根山（むいねやま）は北海道札幌市南区定山渓と虻田郡京極町にまたがる山。標高1464メートルで、余市岳に次ぐ札幌市第2の高峰である。
余市岳が1980年代まで一般的ではなかったのに対し、無意根山は大正時代の末ころから登山とスキーの適地として人気があった。
山域は支笏洞爺国立公園内に含まれる。

## 山名について
山の名は、アイヌ語で「箕のような山」を意味するムイ・ネ・シリに由来する。
1870年（明治3年）の『蝦夷山脈記』では「無比寧山」と表記されていた。

## 地形と地質
南北に1キロメートルほど続く山頂部は平坦で半月形を示しており、東麓は傾斜25度を超える直線状の斜面となっている。全体としては、山名の由来となった「箕」をひっくり返した形に見える。
無意根山は第四紀初頭に2回の火山活動を行っている。1回目の活動では、中新世の緑色凝灰岩や安山岩を貫いて無意根山基底溶岩が噴出し、2回目の活動でその上に山頂部溶岩が載せられた。北にある長尾山や、南の中岳といった周辺の山々も、無意根山溶岩によって造られたものである。

## 登山ルート

### 薄別コース
元山コースの開削前は、唯一の登山道であった。
国道230号を挟んで薄別温泉の向かい側にある、宝来沢林道の第1ゲートから進入する。標高680メートル地点の第2ゲートを過ぎ、電光坂を登ると、登山者名簿が置かれている丸太造りの宝来小屋がある。
その後は見返り坂を登り、小さな沢を渡ると大蛇ヶ原湿原に出る。湿原を抜けて少し登った先に、無意根尻小屋が建っていたが、2024年（令和6年）に焼失した。
小屋跡の向かいから急な斜面を登り、元山コースと合流して稜線上に出る。平坦だが長い道のりをたどると山頂に行き着くが、展望はよくない。
さらに250メートルほど進むと至る、三角点が設置された旧山頂からは、羊蹄山やニセコ連峰といった山並みを眺めることができる。また南端には、北海道大学山スキー部のケルンが積まれている。
なお、かつては旧山頂から中岳への縦走路があったが、すでに藪に覆われており判然としない。仮に中岳までたどり着けたとしても、それ以上先には道が延びていないため、無意根山まで戻るしかない。

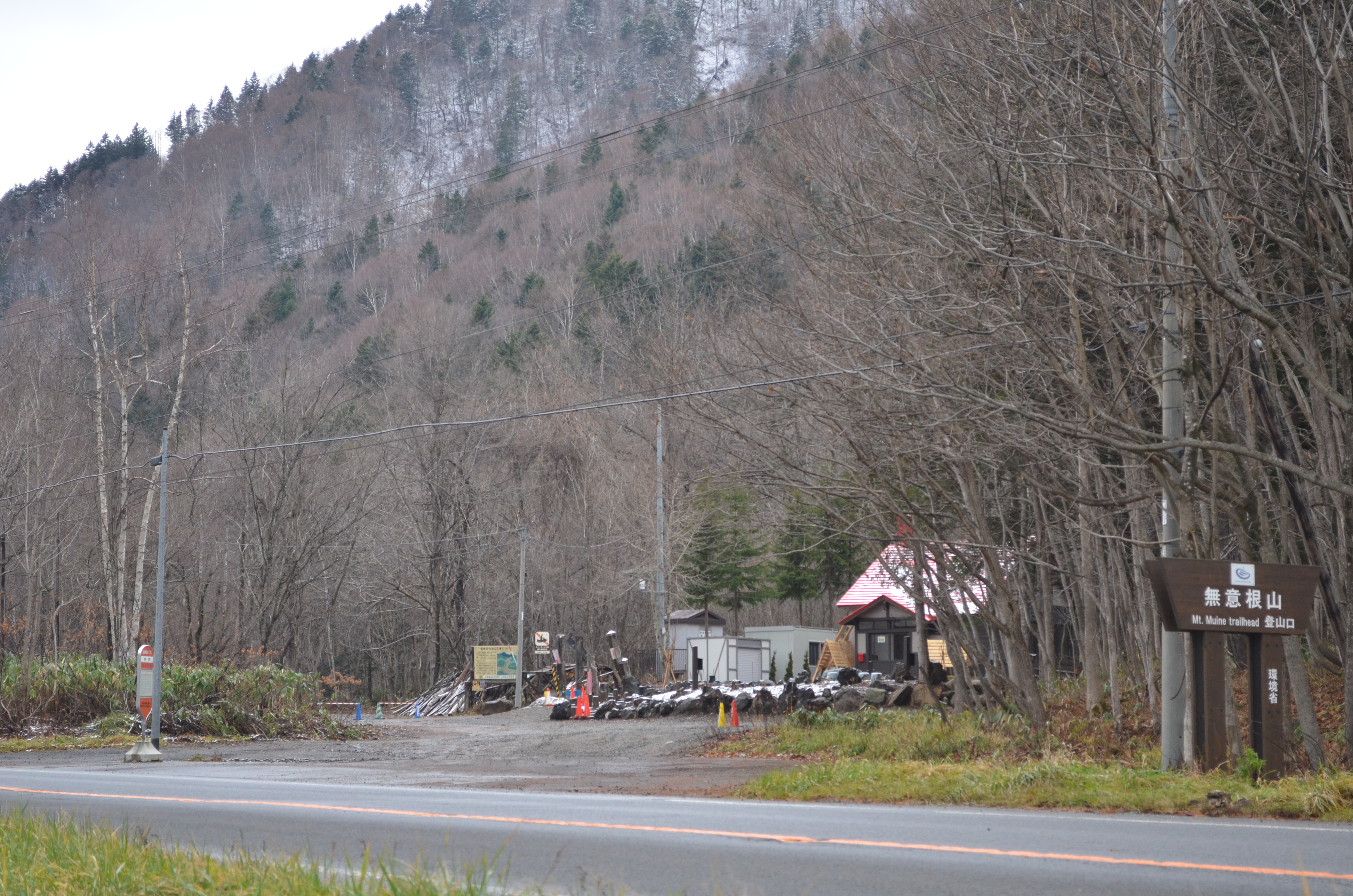
薄別コース 入口

### 元山コース
冬季のスキーツアーコースとして知られるが、夏道も開かれている。
定山渓温泉から北海道道95号京極定山渓線をたどり、かつて豊羽鉱山で栄えた元山へ行き、無意根山荘跡の広場から山に取りつく。
急坂を登り切ると、稜線上の千尺高地と呼ばれる場所に出る。なだらかな尾根をたどっていくと、西側に大沼（ムイネシリポロトー）が見える。
そのまま細い尾根を進んでいくと、薄別コースと合流する。

## 山小屋
無意根尻小屋
1931年（昭和6年）、標高900メートルの樹林帯に建てられた。
収容人数30名。管理は北海道大学が行っていた。
2階建てで、外壁が柾張りという珍しい造りをしていた。
2020年（令和2年）には大規模な改修を受ける。
2024年（令和6年）11月2日午後10時5分ごろ、出火により全焼した。当時は北海道大学の学生やOBたちが宿泊し、冬季に備えて薪の補充や煙突の掃除を行っており、ストーブを焚いていたという。
無意根山荘
1965年（昭和40年）、元山コースの登山口に建設された山荘で、札幌市が運営していた。
山荘前には、豊羽鉱山の職員の福利厚生施設として、スキー用のリフトも設けられていた。
自家用車の普及により宿泊客が日帰り客となったため利用者が激減し、2000年（平成12年）から休業に追い込まれ、2006年（平成18年）3月に取り壊された。
奥無意根小屋（三角小屋）
芳賀スキー店によって建設された。
定山渓駅で使用切符が販売されていたという証言がある。
現存はしない。